# 유엔 안전 보장 이사회 결의 제1501 ~ 1600호 목록
다음은 유엔 안전 보장 이사회에서 2003년 8월 26일부터 2005년 5월 4일까지 결의된 제1501~1600호 결의안의 목록이다.

## 문서가 있는 결의안 목록
- 유엔 안전 보장 이사회 결의 제1506호 (2003년 9월 12일)